# Skate or Die
Pour le jeu vidéo sorti en 1988, voir Skate or Die!.
Pour plus de détails, voir Fiche technique et Distribution.
Skate or Die est un film d'action français réalisé par Miguel Courtois sorti le 11 juin 2008.

## Synopsis
Mickey et Idriss sont deux skaters qui assistent (et filment sur un téléphone portable), dans un parking, à l'assassinat de trois personnes à la suite d'une transaction douteuse. Malheureusement pour eux, les tueurs les remarquent et les poursuivent dans Paris. En se réfugiant dans un commissariat, les deux jeunes hommes comprennent que leurs poursuivants sont en fait des inspecteurs véreux.

## Fiche technique
- Titre français : Skate or Die
- Réalisation : Miguel Courtois
- Scénario : Chris Nahon et Clelhio Favretto
- Musique : Thierry Westermeyer
- Producteurs : Sébastien Fechner et Nicolas Vannier
- Sociétés de production : Canal+, CinéCinéma, Orly Films, Pathé, Source Films
- Sociétés de distribution :  France et vente à l'international : Pathé Distribution, IPA Asia Pacific (Thaïlande), Luxor Entertainment (Russie)
- Chef décorateur : Franck Schwarz
- Décors : Hélène Dubreuil
- Cascades : Gilles Conseil et Sébastien Lagniez (Cinecascades)
- Coiffures : José Romero
- Costumes : Virginie Bluzat
- Format : couleur, 2.35:1
- Pays d'origine :  France
- Langue : français
- Date de sortie :  France : 11 juin 2008
- Budget : 6,01 M€
- Durée : 92 minutes

## Distribution
- Mickey Mahut : Mickey
- Idriss Diop : Idriss
- Elsa Pataky : Dany
- Philippe Bas : Lucas
- Passi : Sylla
- Rachida Brakni : Sylvie
- Antonio Ferreira : le chauffeur
- Nicolas Gabion : un policier à l'accueil
- Bernard Le Coq : le légiste
- Jean-François Garreaud : le chef de la police
- Vincent Desagnat : un policier
- Antoine du Merle : Flic arrestation Sylvie n°2
- Clémence Aubry : Flic arrestation Sylvie n°1
- Laura Balasuriya : Squatteuse
- Affif Ben Badra : Le Marseillais
- Christian Bergner : L'homme de main du Marseillais
- Zoon Besse : Le chauffeur de taxi
- Virginie Bordes : Marie
- Teco Celio : Papy
- Jean-Pierre Cormarie : Un policier
- Baccara de Paris : Squatteur
- Pierre Deladonchamps : Policier en rollers
- Erick Deshors : Inspecteur Dramé
- Bruno Dupuis : Inspecteur Montfret
- Lionel Emery : Flic carreau du temple
- Jean-Guy Fechner : Le capitaine de péniche
- David Gabourg : Narcisse
- Big John : Thug
- Manu Joucla : L'homme de l'appartement
- Nicky Marbot : Inspecteur fin
- Smadi Wolfman : Flic de nuit Lucas
- Gauthier Lamothe : Squatteur alcoolique

## Box-office
Les données ci-dessous proviennent de l'Observatoire européen de l'audiovisuel. Exploitation mondiale : 86 203 entrées.  
| Pays       | Distributeur        | Date de sortie | Box-office     |
| ---------- | ------------------- | -------------- | -------------- |
| Belgique   | Victory Productions | 25/06/2008     | 2 948 entrées  |
| Luxembourg | Victory Productions | 25/06/2008     | 141 entrées    |
| France     | Pathé Distribution  | 11/06/2008     | 83 114 entrées |

## Autour du film
- Premier rôle au cinéma pour Pierre Deladonchamps
- B.O. originale réalisée par le groupe d'Open Math Metal SaÏkon (le groupe n'a jamais été rétribué pour son travail)